# Pastilla de goma

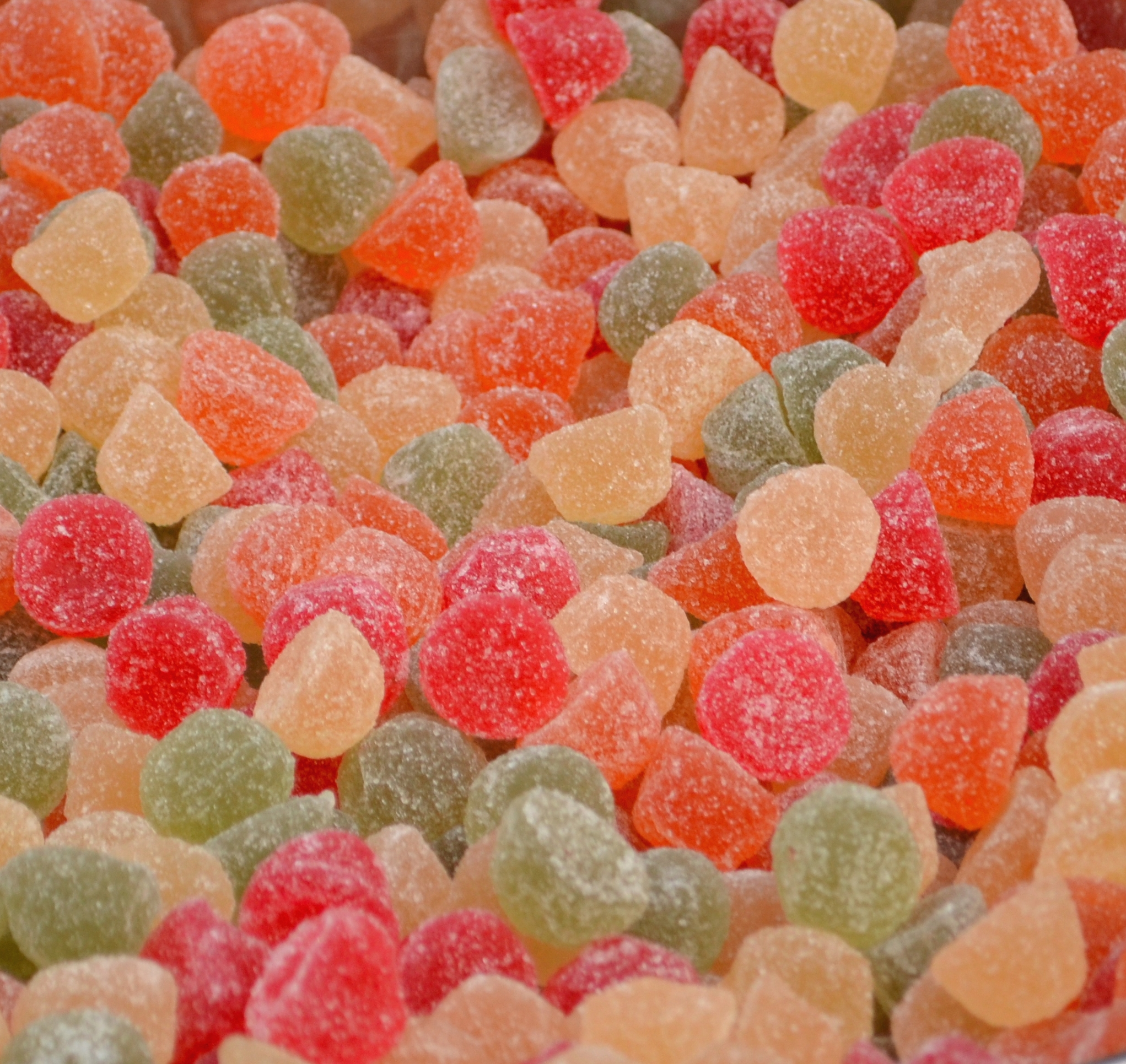
Gomitas.

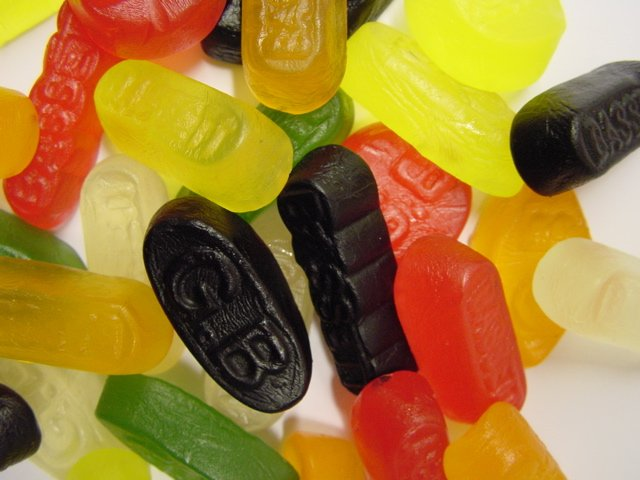
Un surtido de gomitas.

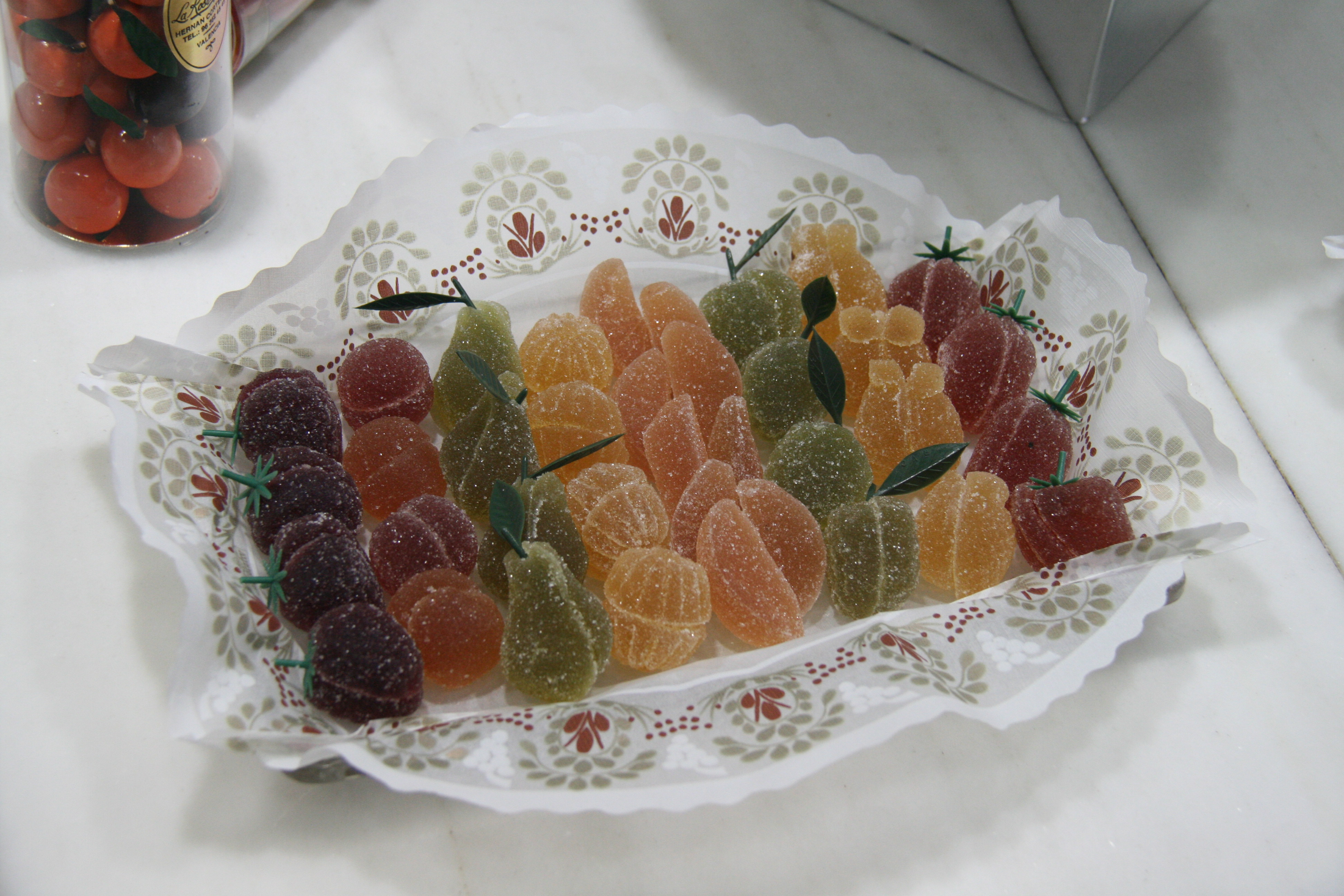
Bandeja de gominolas.

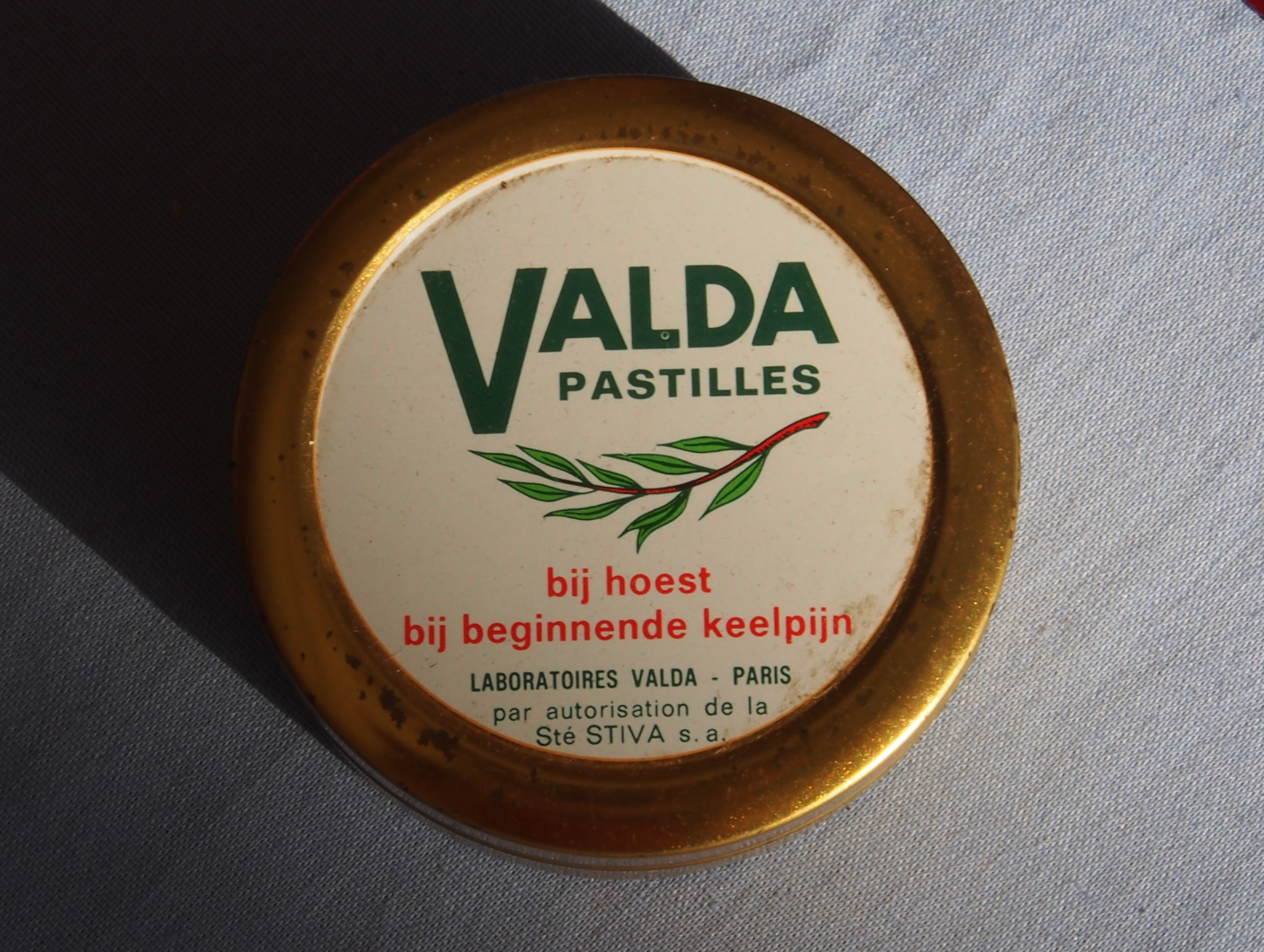
Pastilas Valda

Las pastillas de goma (también denominadas gomitas en América o gominolas en España) son caramelos masticables dulces, elaborados a partir de gelatina animal a la que se le añaden edulcorantes, saborizantes y colorantes alimentarios. Llevan un acabado para que no se peguen entre sí, bien abrillantadas y con recubrimientos de azúcar o ácidos. Tienen infinidad de formas: ositos u otros animales, botellas de cola, dedos, ladrillos, anillos, frutas diversas y hay de muchos sabores

## Historia
Las pastillas de goma se originaron en el año 1920 mediante el vino fermentado en una mezcla en presencia de un agente espesante (por esta razón se denominan en inglés: Wine gum o gomas de vino). Las gominolas que se elaboran en la actualidad no emplean vino, sustituyendo su textura y sabor por la de gelatinas.

## Variedades
- En España se les llama gominolas.

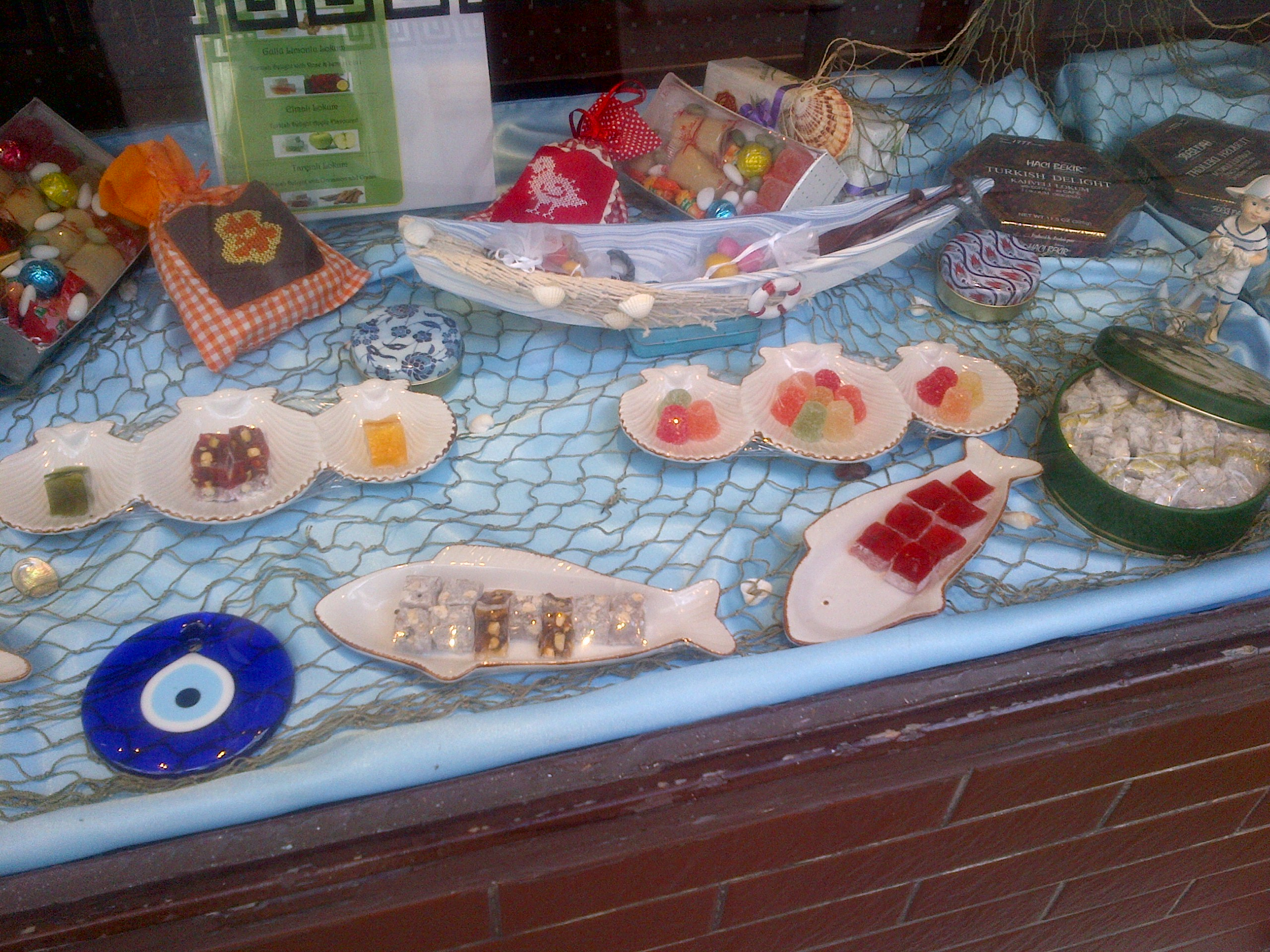
Gominolas junto a mazapán, cezerye y lokum (delicias turcas) en la vitrina de Hacı Bekir en Kadıköy, Estambul.

- En Argentina, Chile, Costa Rica, Paraguay, Bolivia, Colombia, Ecuador, El Salvador, Honduras, Nicaragua, México, Panamá, Perú, República Dominicana, Uruguay y Venezuela se les llama gomitas. El uso de este término está extendido en algunas zonas de Andalucía, donde es más común que el propio gominola.[cita requerida]
- En otros países reciben el nombre de pastillas de goma (no confundir con la goma de mascar).